# Tokmok
Pour les articles homonymes, voir Tokmak.
Tokmok (en kirghiz : Токмок) ou Tokmak (en russe : Токмак) est une ville de la province de Tchouï, au Kirghizistan. Sa population s'élevait à 53 231 habitants en 2009.

## Géographie
Tokmok est située dans le nord du pays, à 56 km à l'est de la capitale Bichkek.

## Histoire
Tokmok est à l'origine un poste avancé militaire du nord du khanat de Kokand, construit en 1830. Mais trente ans plus tard, il est pris par les Russes, qui démolissent le fort. La ville moderne a été fondée le 13 mai 1864 par le colonel Mikhaïl Tcherniaïev. Tokmok a le statut de ville depuis 1867.

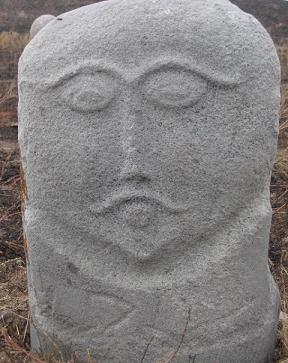
Un balbal.

Malgré son origine relativement moderne, Tokmak constitue un point stratégique de la vallée de la Tchouï, qui était particulièrement importante pour les conquérants médiévaux. Les ruines de Suyab, la capitale du khaganat kögtürk occidental, sont situées 60 km à l'est de Tokmok.
On pense que le poète de la dynastie Tang, Li Bai, est né dans cette région, comme l'était Yusuf A Balasaguni Hajib, l'auteur du Kutadgu Bilig.
À quelque 15 km au sud de Tokmok, se trouve la Tour Burana datant du XIe siècle ; elle fait partie des restes d'une ancienne citadelle dont il ne reste aujourd'hui qu'une grande butte de terre. Ceci pourrait être le site de l'ancienne cité de Balasagun, fondée par les Sogdiens et qui aurait été plus tard la capitale de l'empire Qarakhanides. Une grande collection de pierres tombales anciennes et de stèles anthropomorphes kirghizes (balbal) est proche.
Les objets scythes déterrés ont été déplacés aux musées de Saint-Pétersbourg et de Bichkek.
De 2004 au 19 avril 2006, Tokmok fut le centre administratif de la province de Tchouï.

## Population
Recensements (*) ou estimations de la population  :
| 1926*  | 1959*  | 1970*  | 1979*  |
| ------ | ------ | ------ | ------ |
| 15 629 | 28 806 | 42 116 | 58 655 |

| 1989*  | 1999*  | 2009*  | 2013   |
| ------ | ------ | ------ | ------ |
| 72 927 | 59 409 | 53 231 | 55 800 |

## Personnalités
- Athanasius Schneider, né à Tokmok en 1961.

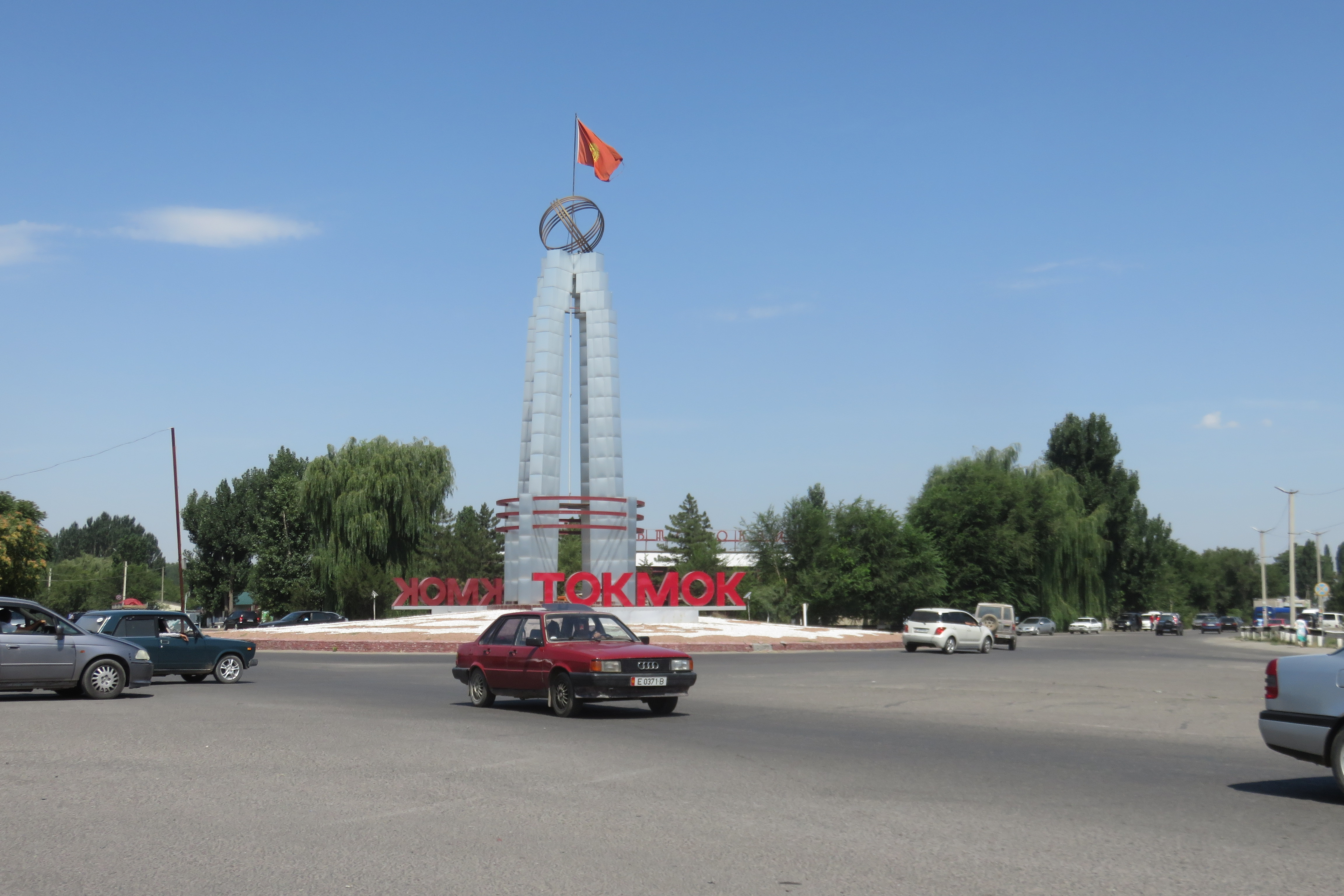
Monument d'entrée de la ville.
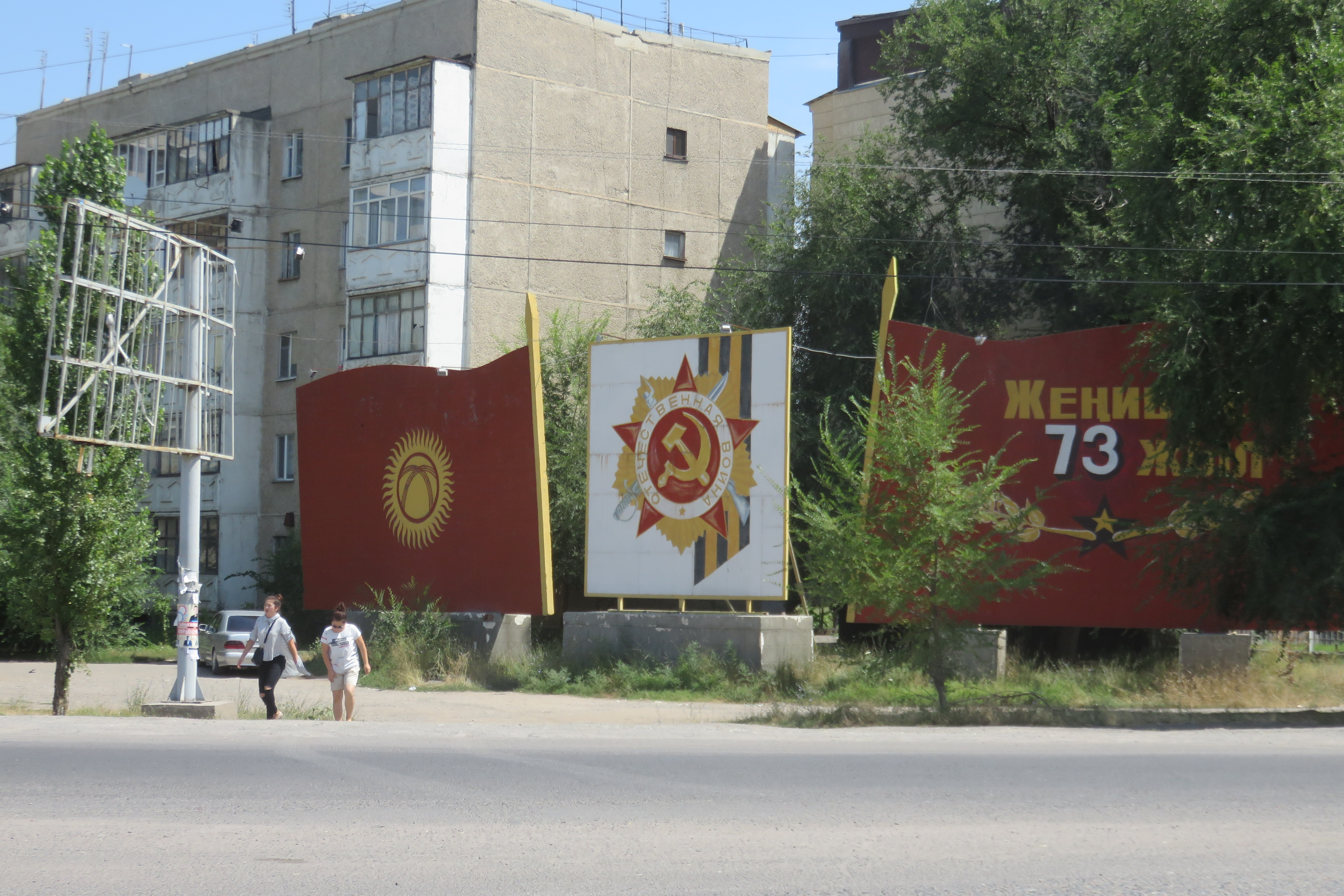
Monument soviétique.